# Kunstverein Weiden

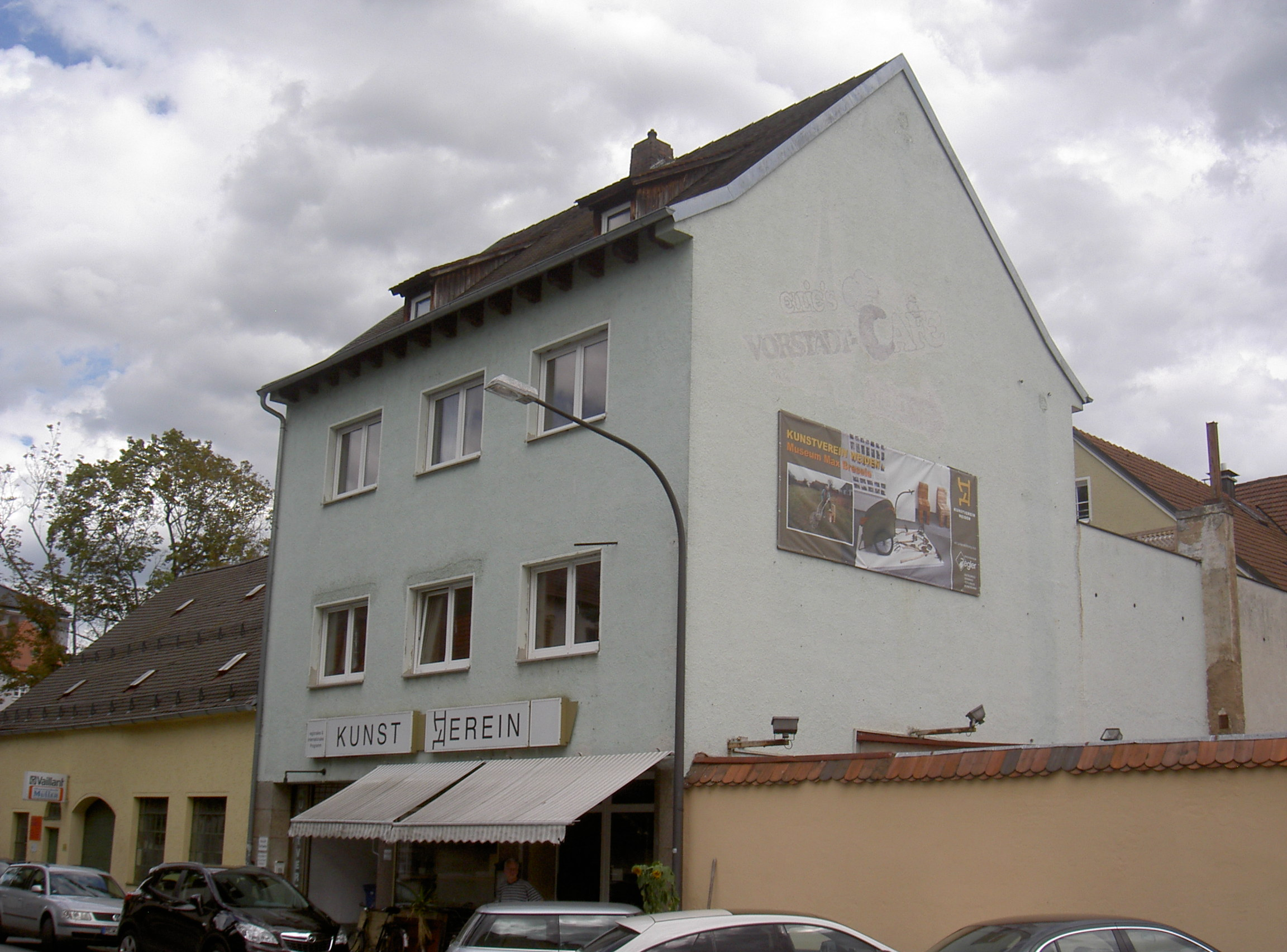
Kunstverein Weiden in der Oberpfalz

Der Kunstverein Weiden wurde 1993 gegründet, um zu helfen, die Gegenwartskunst der Bevölkerung der Oberpfalz zu vermitteln.
Er vertiefte durch grenzüberschreitende Partnerschaften mit der Akademie der Bildenden Künste Prag und anderen Kunstvereinigungen in Tschechien die nachbarschaftlichen Kontakte.
Ein weiteres Ziel war die gemeinsame europäische Nachwuchspflege im bayerisch-böhmischen Grenzland.
Besonderes Gewicht wurde auf die Auseinandersetzung mit der Oberpfälzer Kunst- und Ideenwelt gelegt.
Der Kunstverein Weiden schloss sich im Jahr 1999 mit anderen ähnlichen Vereinen und Museen zur Kulturkooperative KoOpf Oberpfalz zusammen.

## Kooperationen
Der Kunstverein Weiden kooperiert bzw. kooperierte mit:
- Kulturwerkstatt Kalmreuth Floß
- Ostbayerische Technische Hochschule Amberg-Weiden
- Akademie der Bildenden Künste Nürnberg
- Akademie der Bildenden Künste Prag
- Film- und Fernsehfakultät der Akademie der Musischen Künste (FAMU) Prag Abteilung Fotografie
- Neue Gruppe / Haus der Kunst München
- Hochschule Wismar / Fachbereich Architektur
- Galerie Nothelfer Berlin
- Galerie Knust München
- Edition Copenhagen/Kopenhagen
- Kunsthaus Lübeck
- Galerie MXM Prag (bis 2002)

## Ausstellungen (Auswahl)
- Museum Max Bresele – Eröffnung mit Werken von Bresele und Thiem, 14. Juli – 27. Juli 2017 Kunstverein Weiden
- Ausstellung "2 + 4 Wachstumslinien." Ein produktives Künstlersymposium: Vier Meter kreative Kraft. Die deutsche Einheit im Großformat. 5. Oktober – 6. November 2016
- Ausstellung "Zeitspuren – Reisen in die Vergangenheit" im Kunstverein Weiden, 4. August – 11. September 2016
- Vernissage der Nürnberger Künstlergruppe "Der Kreis", 18. Januar 2016 – 28. Februar 2016
- Ausstellung "Farbvergnügen" Der Künstler Reinhold A. Goelles und sein Wandgemälde-Projekt in der ehemaligen Kirche St. Augustin, 14. Juni 2014 – 31. Oktober 2014
- 21. Oktober 2011 bis 13. November 2011, Kunstverein Weiden: Wilde Kerle, die mit Visionen Ernst gemacht haben "Wir von hier"  Arbeiten von Karl Aichinger und Max Bresele.
- Bernhard Dagner "Farbstiftzeichnungen – Lichtobjekte" 24. Oktober 2006 – 27. Oktober 2006[1]

## Ehrungen
- 2017: Kulturpreis des Bezirks Oberpfalz in der Kategorie „Galerien“